# Площади Минска

## Список площадей
| Название по-русски             | Название по-белорусски      | Прежние названия                 | Размер   | Достопримечательности и объекты | Изображение |
| ------------------------------ | --------------------------- | -------------------------------- | -------- | --- | ----------- |
| площадь Бангалор               | плошча Бангалор             |                                  |          | Парк Дружбы народов |             |
| Площадь Франтишка Богушевича   | плошча Багушэвіча           |                                  |          | Государственный музыкальный театр Республики Беларусь, Сендайский сквер, ст.м. «Площадь Франтишка Богушевича» |             |
| площадь Ванеева                | плошча Ванеева              |                                  |          | Белорусский государственный экономический университет |             |
| площадь 8 Марта                | плошча 8 Сакавіка           | Нижний рынок                     |          | Свято-Духов кафедральный собор, Свято-Петропавловский собор, Троицкое предместье, Остров Слёз, мемориал жертвам трагедии на Немиге, ст.м. «Немига» |             |
| площадь Калинина               | плошча Калініна             |                                  |          | памятник М. И. Калинину, Центральный ботанический сад, Парк Челюскинцев, ст.м. «Парк Челюскинцев» |             |
| площадь Казинца                | плошча Казінца              |                                  |          | |             |
| площадь Мясникова              | плошча Мяснікова            |                                  |          | |             |
| площадь Независимости          | плошча Незалежнасці         | площадь Ленина                   | 70000 м² | памятник В. И. Ленину, Красный костёл, Дом Правительства, Белорусский государственный университет, Белорусский государственный педагогический университет, отель «Минск», подземный торговый центр «Столица», Центральный почтамт, ст.м. «Площадь Ленина» |             |
| площадь Объединённых Наций     | плошча Аб’яднаных Нацый     |                                  |          | концертный зал «Минск», стадион «Динамо», ст.м. «Первомайская» |             |
| Октябрьская площадь            | Кастрычніцкая плошча        | Центральная площадь              |          | Дворец Республики, Дворец культуры профсоюзов, знак «Нулевой километр», Центральный (Александровский) сквер, Центральный дом офицеров, резиденция Президента Республики Беларусь, театр им. Я. Купалы, ст.м. «Октябрьская», «Купаловская»                 |             |
| площадь Парижской коммуны      | плошча Парыжскай камуны     | Троицкий рынок, Троицкая площадь |          | памятник М. Богдановичу, Большой театр оперы и балета, Троицкое предместье, Минское суворовское военное училище |             |
| площадь Победы                 | плошча Перамогі             | Круглая площадь                  | 39375 м² | монумент Победы, парк им. М. Горького, Дом-музей I съезда РСДРП, ст.м. «Площадь Победы» |             |
| Привокзальная площадь          | Прывакзальная плошча        | площадь 25 Октября               | 48000 м² | Минский железнодорожный вокзал, Центральный автовокзал, «Ворота Минска», ст.м. «Площадь Ленина» |             |
| площадь Свободы                | плошча Свабоды              | Верхний рынок, Соборная площадь  |          | Минская городская ратуша, архикафедральный костёл Пресвятой Девы Марии, костёл святого Иосифа и монастырь бернардинцев, отель «Европа» |             |
| Старотроицкая площадь          | Старатраецкая плошча        |                                  |          | |             |
| Юбилейная площадь              | Юбілейная плошча            |                                  |          | многозальный кинотеатр «Беларусь», ст.м. «Фрунзенская» |             |
| площадь Якуба Коласа           | плошча Якуба Коласа         | Комаровская площадь              | 52000 м² | памятник Якубу Коласу, Белорусская государственная филармония, Центральный универмаг, ст.м. «Площадь Якуба Коласа» |             |
| площадь Государственного флага | плошча Дзяржаўнага сцяга    |                                  |          | Выставочный центр БелЭкспо, Дворец Независимости |             |
| площадь Митрополита Филарета   | плошча Мітрапаліта Філарэта |                                  |          | Свято-Духов кафедральный собор, памятник Митрополиту Филарету, костёл Святого Иосифа |             |
| площадь Старый Аэропорт        | плошча Стары Аэрапорт       |                                  |          | Старое здание аэровокзала «Минск-1», памятник Т.Т. Ромашкину |             |

Запорожская площадь